# Gedling
Gedling ist ein Dorf im District Gedling, in der Grafschaft Nottinghamshire, England. Im Jahr 2021 hatte die Ward eine Bevölkerung von 6332 Einwohnern. Im Jahr 1931 hatte die Gemeinde eine Bevölkerung von 2822 Einwohnern. Die Gemeinde Gedling wurde am 1. April 1935 mit Carlton zusammengelegt. Gedling wurde 1086 im Domesday Book als Ghellinge erwähnt.

## Persönlichkeiten
- Leigh Wood (* 1988), Boxer